# Mormonia moderna
Mormonia moderna är en fjärilsart som beskrevs av Augustus Radcliffe Grote 1900. Mormonia moderna ingår i släktet Mormonia och familjen nattflyn. Inga underarter finns listade i Catalogue of Life.